# René Crevel (écrivain)
Pour l’article homonyme, voir René Crevel (décorateur).
René Crevel, né le 10 août 1900 à Paris 10e et mort le 18 juin 1935 à Paris, est un écrivain et poète français, dadaïste puis surréaliste, et membre de l'Ordre de Tolède de Luis Buñuel et de Federico García Lorca.

## Biographie
Né dans une famille de la bourgeoisie parisienne, René Crevel suit sa scolarité au lycée Janson-de-Sailly, où il rencontre Jean-Michel Frank (qui devient décorateur) et Marc Allégret (qui devient cinéaste). Après son bac, il fait des études de lettres et de droit à la Sorbonne mais délaisse les cours pour la lecture ou les discussions avec des artistes. Il fait la connaissance de Marcelle Sauvageot. Il n'a que 14 ans quand son père se suicide.
Pendant son service militaire, il rencontre Roger Vitrac et Max Morise. Il fait la connaissance d'André Breton en 1921 et rejoint les surréalistes. À la fin de 1922, il entraîne le groupe dans les expériences des « sommeils forcés », que Breton accepte avec bonne volonté dans un premier temps. Crevel impressionne par la qualité de son éloquence au point que celui-ci regrettera que les séances n'aient pu être enregistrées : « Nous aurions eu un document inappréciable, quelque chose comme le « spectre sensible » de Crevel. »

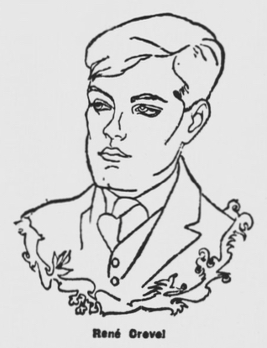
René Crevel.

Exclu du mouvement en octobre 1925, il rejoint Tristan Tzara et dada. Il participe comme acteur à la mise au point de la pièce  de Tzara Cœur à gaz dans un costume dessiné par Sonia Delaunay. Pour elle, il écrit l'article Les Robes de Sonia Delaunay, dans lequel il exalte le talent de l'artiste. En 1926, il est atteint de tuberculose. En 1929, l'exil de Léon Trotski l'amène à renouer avec les surréalistes. Fidèle d'André Breton, il s'épuise à essayer de rapprocher surréalistes et communistes. Membre du Parti communiste français depuis 1927, il en est exclu en 1933.
Il s'investit beaucoup dans l'organisation du Congrès international des écrivains pour la défense de la culture, en 1935, où s'inscrit le groupe surréaliste. Breton est désigné comme porte-parole. Cependant, par suite d'une violente altercation avec Ilya Ehrenbourg, qui représente la délégation soviétique, ce dernier obtient l'interdiction de parole de Breton et son exclusion du congrès.
René Crevel, qui ne peut pas imaginer l'absence des surréalistes à ce congrès, en sort désabusé et écœuré. De plus, il vient d'apprendre, le 16 juin, qu'il souffrait d'une tuberculose rénale alors qu'il se croyait guéri. La nuit suivante, il se suicide au gaz dans son appartement, après avoir griffonné sur un papier « Prière de m'incinérer. Dégoût ».
Eugène Dabit note dans son journal :
« ...il était tuberculeux. Perdu. Mais cachait avec tant de courage sa maladie. Je ne pourrai jamais oublier son visage. Tant de fraîcheur, de générosité, de passion, en lui ; de dégoût pour les choses basses, de violences contre un monde bourgeois ... il y a deux semaines, nous étions à côté l’un de l’autre, à une réunion du congrès ... et voilà, Crevel est mort. Pas dans notre souvenir ... »
Tandis que Klaus Mann, un ami proche, résume dans son livre Le Tournant : « Il se suicida parce qu'il avait peur de la démence, il se suicida parce qu'il tenait le monde pour dément ».

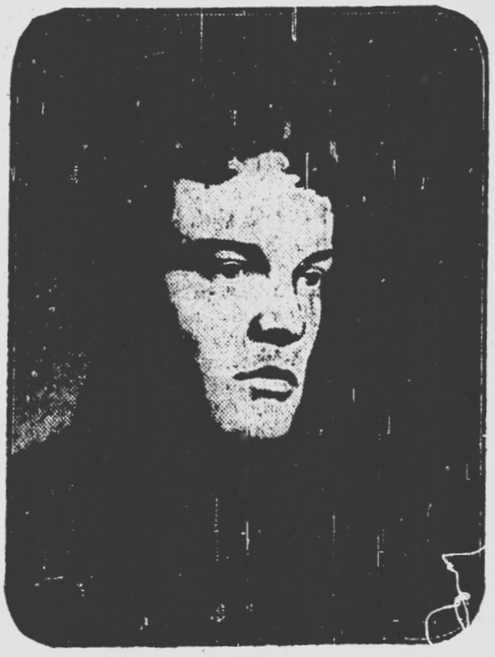
René Crevel, 1933.

« Crevel, écrivait André Breton en 1952 dans ses Entretiens, avec ce beau regard d'adolescent que nous gardent quelques photographies, les séductions qu'il exerce, les craintes et les bravades aussi promptes à s'éveiller en lui... à travers tout cela c'est l'angoisse qui domine. Il est d'ailleurs psychologiquement très complexe, contrecarré dans une sorte de frénésie qui le possède par son amour du XVIIIe et particulièrement de Diderot. » 
Dans les années 1920, il fut un hôte assidu de Sainte-Maxime, où il rendait visite à son ami Victor Margueritte et séjournait à l'Hôtel du Commerce et à l'Hôtel des Palmiers. Durant la saison d'hiver, il fut aussi un habitué du Château Saint-Bernard (aujourd'hui nommé villa Noailles) à Hyères, où il était chaleureusement reçu par ses amis Marie-Laure de Noailles et Charles de Noailles.
« Né révolté comme d'autres naissent avec les yeux bleus », comme l'écrit Philippe Soupault, il repose dans le caveau familial du cimetière de Montrouge.

## Vie privée
René Crevel a entretenu une relation amoureuse avec le peintre américain Eugene McCown,, modèle d'Arthur Bruggle dans La mort difficile, ainsi qu'avec Mopsa Sternheim à partir de 1928. Sa dernière compagne sera la comtesse argentine « Tota » de Cuevas de Vera.

## Œuvre

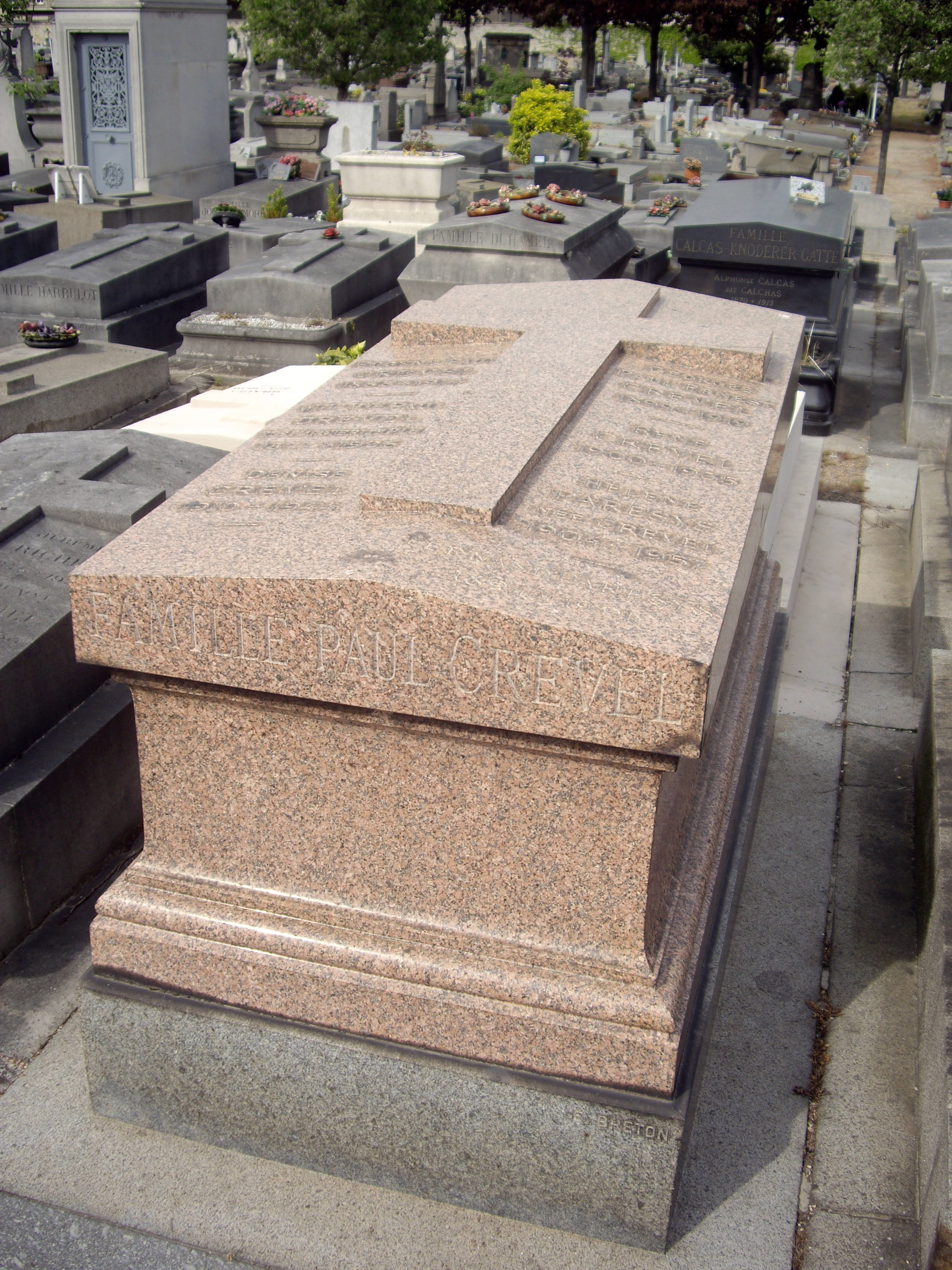
Tombe au cimetière de Montrouge.

- 1924 : Détours, Paris, Gallimard, Nouvelle Revue Française.
- 1925 : Mon corps et moi, Paris, Éditions du Sagittaire ; rééd. Paris, Pauvert, 1985, préface de Jean Frémon.
- 1926 : La Mort difficile, Paris, Éditions du Sagittaire/Simon Kra[14] ; rééd. Paris, Pauvert, 1978.
- 1927 : Babylone, Paris, Éditions du Sagittaire/Simon Kra ; rééd. Paris, Pauvert, 1976.
- 1928 : L'Esprit contre la raison, Marseille, Les Cahiers du Sud ; rééd. sous le titre L'Esprit contre la raison et autres écrits surréalistes, préface de Annie Le Brun, Paris, Pauvert, 1986.
- 1929 : Êtes-vous fous ?, Paris, Gallimard ; rééd. coll. « L'Imaginaire », 1981.
- 1930 : Les sœurs Brontë, filles du vent, Paris, Éditions des Quatre-Chemins ; illustrations de Marie Laurencin
- 1930 : Renée Sintenis, coll. « Les sculpteurs nouveaux », Paris, Gallimard, NRF.
- 1930 : Paul Klee, Paris, Gallimard, coll. « Les peintres nouveaux » ; rééd. Saint-Clément-de-Rivière, Fata Morgana (2011)
- 1931 : Dalí ou l'anti-obscurantisme, Paris, Éditions surréalistes.
- 1932 : Le Clavecin de Diderot, Paris, Éditions surréalistes ; rééd. Pauvert, préface de Claude Courtot (1966) ; éditions Prairial (2015) — Wikisource.
- 1933 : Les Pieds dans le plat, Paris, Éditions du Sagittaire — Wikisource.

### Publications posthumes
- 1936 : Le Roman cassé [1934-1935], publication partielle par Tristan Tzara dans la revue Inquisitions ; édition complète sous le titre Le Roman cassé et derniers écrits, préface de Louis Janover, Paris, Pauvert, 1989.
- 1996 : Lettres de désir et de souffrance, préface de Julien Green, Paris, Fayard.
- 1997 : Lettres à Mopsa, textes établis et présentés par Michel Carassou, paris, Paris-Méditerranée, coll. « Cachet Volant ».
- 2010 : Elle ne suffit pas l'éloquence, gravures de Jean-Pierre Paraggio, postface de Michel Carassou, Brest, Éditions Les Hauts-Fonds.
- 2013 : Les Inédits. Lettres, textes, édition établie, préfacée et annotée par Alexandre Mare, Paris, Le Seuil.
- 2013 : Lettre pour Arabelle et autres textes, avec en addenda Vif de Franck Guyon et À propos du suicide de René Crevel de David Gascoyne, Angoulême, éditions Marguerite Waknine.
- 2014 : Œuvres complètes, 2 tomes, édition établie, préfacée et annotée par Maxime Morel, Paris, Éditions du Sandre.
- 2016 : La sagesse n'est pas difficile, correspondances inédites, édition établie par Alexandre Mare, Toulon, Éditions de la Nerthe.

## Portrait
- Portrait de René Crevel, par Jacques-Émile Blanche, huile sur toile, Paris, musée Carnavalet.
- Portrait de René Crevel par Eugene McCown, 1924, gravure sur bois par G. Aubert - Détours (édition NRF)
- Portrait de René Crevel, par Christian Bérard, 1925, huile sur toile, 99x65 cm Albright-Knox Art Gallery, Buffalo, État de New-York [16]
- Portrait de René Crevel, par Christian Bérard, 1925, huile sur toile, 73 x 60 cm musée national d’art moderne, Paris [17]
- Portraits de René Crevel, seul et avec Marie-Laure de Noailles, par Rosa Klein dite Rogi André [18],[19].

### Bases de données et dictionnaires
- Ressources relatives aux beaux-arts :   - AGORHA
  - Artists of the World Online
  - Bridgeman Art Library
  - British Museum
  - Museum of Modern Art
  - Union List of Artist Names
- Ressources relatives au spectacle :   - Les Archives du spectacle
  - Kunstenpunt
- Ressource relative à la recherche :   - Bibliothèque interuniversitaire de santé
- Ressource relative à la santé :   - Bibliothèque interuniversitaire de santé
- Notices dans des dictionnaires ou encyclopédies généralistes :   - Brockhaus
  - Deutsche Biographie
  - Enciclopedia De Agostini
  - Hrvatska Enciklopedija
  - Internetowa encyklopedia PWN
  - Nationalencyklopedin
  - Proleksis enciklopedija
  - Store norske leksikon
  - Treccani
  - Universalis
- Notices d'autorité :   - VIAF
  - ISNI
  - BnF (données)
  - IdRef
  - LCCN
  - GND
  - Italie
  - Japon
  - CiNii
  - Espagne
  - Belgique
  - Pays-Bas
  - Pologne
  - Israël
  - NUKAT
  - Vatican
  - Australie
  - Tchéquie
  - WorldCat